# Vass János (politikus)
Vajki Vass János, Vass János Lajos Florián (Eger, 1873. május 4. – Budapest, Ferencváros, 1936. április 21.) jogász, vallásügyi miniszter.

## Élete
A nemesi származású vajki Vass család sarja, amely 1650. augusztus 23-án szerzett nemességet és armálist III. Ferdinánd magyar királytól. Atyja, vajki Vass Lajos, anyja, Blaskó Mária asszony volt. Budapesten jogtudományból doktorált 1895-ben. Heves vármegye szolgabírája, másodfőjegyzője, utóbb főispánja 1917. júliustól - 1919. márciusig). A tűzrendészeti közigazgatás terén úttörő
munkát végzett. 1912-ben a Szentpétervárott rendezett világkongresszuson előadást tartott Magyarország tűzrendészeti igazgatásáról. Időközi választáson gróf Zichy Jánost legyőzve Eger országgyűlési képviselője 1918. júniusától – novemberéig, 1918. november 12-től a Közélelmezési Minisztérium államtitkára, 1919. január 19–22-én tárca nélküli miniszter, 1919. január 22.– március 21. között vallásügyi miniszter.
Ő szervezte meg a vallásügyi tanácsot Baranyay Jusztin, Giesswein Sándor, Timon Ákos, Turi Béla és Zborai Miklós részvételével.
Az 1919. március 6-i minisztertanács döntése értelmében Vass János vallásügyi miniszter március 7-én a bécsi nunciushoz látogatott, ahol a felmerült egyházpolitikai kérdésekben egy pro memoriát hagyott. Ebben a diplomáciai kapcsolat ügye mellett a hűségeskü, a főpapkinevezések kérdése – ekkor konkrétan a váci püspöké – is szerepelt.
Minisztersége idején tárcáját kötötte a kötelező vallásoktatásnak az iskolákban való fenntartásához. Az egyik értekezleten a tömeg tettleg is bántalmazta. A proletárdiktatúra alatt az elsők között volt, akiket letartóztattak és csak Romanelli alezredes közbelépésére bocsátották szabadon. Ezután továbbra is üldözték s így kénytelen volt Budapestről elmenekülni.
A kommün után kétszer is vállalt képviselőjelöltséget, de kisebbségben maradt. Halálát bélrák okozta. Felesége Hangonyi Irén volt.